# Miroslav Růžička
Miroslav Růžička (6. července 1910 – ???) byl český a československý politik Československé strany socialistické a poúnorový poslanec Národního shromáždění ČSSR a Sněmovny lidu Federálního shromáždění.

## Biografie
Ve volbách roku 1964 byl zvolen za ČSS do Národního shromáždění ČSSR za Severočeský kraj. V Národním shromáždění zasedal až do konce volebního období parlamentu v roce 1968.
K roku 1968 se profesně uvádí jako energetik z obvodu Duchcov.
Po federalizaci Československa usedl roku 1969 do Sněmovny lidu Federálního shromáždění (volební obvod Duchcov), kde setrval do července 1970, kdy rezignoval na poslanecký post.